# 朱松力
朱松力（1977年6月14日—），中国浙江省宁波市人，围棋职业六段棋手。他1990年入段，2002年升为六段。他进入2001年第14届名人战8强和第8届棋王战8强，2005年第11届NEC杯8强。1999年和2000年代表重庆队参加围甲联赛，随队夺得两连冠。2002年和2003年代表浙江队参加围甲联赛。